# The Three Words to Remember in Dealing with the End
The Three Words to Remember in Dealing with the End jest debiutancką płytą EP amerykańskiego zespołu pop punk All Time Low, wydaną w 2004 przez Emerald Moon.

## Lista piosenek
1. "Hit the Lights" - 3:34
2. "The Next Best Thing" - 3:23
3. "Last Flight Home" - 3:23
4. "Memories That Fade Like Photographs" - 4:38